# Калуш (футбольний клуб)
Футбольний клуб «Калуш» — колишній український футбольний клуб з міста Калуша Івано-Франківської області. У сезоні 2018/19 виступав у Другій лізі чемпіонату України. Припинив існування. 9 вересня 2020 року знявся з розіграшу Другої ліги.

## Колишні назви
- «Хімік» (до 1995)
- «Калуш» (1995–2001)
- «Лукор» (2001–2003)
- «Прикарпаття» (2003–2004)
- «Спартак-2» (2004–2005)
- «Калуш» (2005–2020)

## Історія
Склад команди 1947 р.: воротарі Й. Маланчук та С. Кєлебай, захисники В. Когут, Р. Василів, Д. Лужний, Б. Відоняк, півзахисники Т. Луців, М. Мороз, М. Маслій, В. Дутчак, нападники брати Мандрики, С. Поважняк, Я. Карп'як, І. Максим'як, В. Вінярський, О. Кульберг. Тренери: В. Сівцов, Й. Сабо, В. Валіонта, брати Й. та І. Гайчуки. 
Склад команди в 50-Ї роки: Я. Кебус, С. Мандрик, І. та К. Парахоняки, Я. Зайдельман, В, Коцеловський, М, Скурчинський, Я. Зеленко, 3. Свистун, В. Дутчак, Д. Лужний, А. Мороз, Є. Рубчак, Я. Макаровський, В. Мох, К. Гумінілович та інші.
У 1978 році «Хімік» став чемпіоном та володарем кубка УРСР серед робітничих команд спортивного товариства «Авангард» на призи «Робітничої газети» та «Спортивної газети». Авторами м'ячів у вирішальній зустрічі стали Василь Гіфес, Ігор Проць і Степан Головинський.
Від сезону 1995/1996 команда ФК «Калуш» виступала у другій лізі (група «А»). Перед початком сезону 2001/2002 команда змінила назву на «Лукор» (так називався головний спонсор). У сезоні 2002/2003 команда зайняла перше місце у другій лізі. Позаяк команда «Лукор» (Калуш), яка ввійшла до першої ліги, є фарм-клубом команди «Прикарпаття» (Івано-Франківськ), яка вилетіла з першої ліги, то було прийнято рішення, що команда «Прикарпаття» (Івано-Франківськ) залишається у першій лізі й буде називатись «Спартак» (Івано-Франківськ), а команда «Лукор» (Калуш), буде виступати у другій лізі й буде називатись «Прикарпаття» (Калуш).
У наступному сезоні 2003/2004 у першому колі команда «Спартак-2» (Калуш) називалася «Прикарпаття».
Після першого кола у сезоні 2004/2005 команда «Спартак-2» (Калуш) знялася зі змагань, а у матчах, які залишилися, їй зараховано технічні поразки. Команду після закінчення сезону позбавлено статусу професіоналів.

### Найвдаліші сезони команди у кубку КФК
1957 рік
1/16: «Динамо» Тернопіль — 4:0 (д).
1/8: «Буревісник» Берегове — 3:2 (г).
1/4: «Нафтовик» Дрогобич — 2:1.
1/2: «Колгоспник» Рівне — 1:2 (г)
1972 рік
1/32: «Легмаш» Чернівці — 2:1 (г).
1/16: «Хімік» Перечин — 2:1.
1/8: «Торпедо» Луцьк — 4:0.
1/4: «Автомобіліст» Чернігів — 2:0.
1/2: «Енергія» Нова Каховка — +:-.
Ф: «Гірник» Дніпрорудне — 0:2

## Досягнення
- Чемпіон Івано-Франківської області — 1952, 1955, 1957, 1958, 1959, 1960, 1961, 1966, 1967, 1969, 1975, 1978, 1995.
- Чемпіон другої ліги — 2002/03.

## Статистика виступів
| Сезон   | Ліга      | М      | І  | В  | Н | П  | ГЗ | ГП | О  | Кубок України | Примітка |
| ------- | --------- | ------ | -- | -- | - | -- | -- | -- | -- | ------------- | -------- |
| 2018–19 | Друга «А» | 7 з 10 | 27 | 10 | 6 | 11 | 30 | 33 | 36 | 1/8 фіналу    |          |
| 2019–20 | Друга «А» | 5 з 11 | 20 | 8  | 5 | 7  | 26 | 20 | 29 | 1/32 фіналу   |          |

## Відомі гравці
- Ярослав Зеленко (1953—1958 ппз, № 5; 1961—1972 пз, № 2)
- Йожеф Сабо (1957)
- Андрій Коваль (1967)
- Борис Голей (1967—1972)
- Ярослав Піцик (1978)
- Роман Бочкур (2003—2005)
- Володимир Гарматій
- Петро Лесів, пізніше також головний тренер команди.
- Олег Веремієнко
- Юрій Мартищук

## Легіонери Калуша
Габріель